# Henan Jiedao
Henan Jiedao (kinesiska: 河南街道, 河南) är en socken i Kina. Den ligger i provinsen Jilin, i den nordöstra delen av landet, omkring 170 kilometer öster om provinshuvudstaden Changchun.
Genomsnittlig årsnederbörd är 1 063 millimeter. Den regnigaste månaden är juli, med i genomsnitt 253 mm nederbörd, och den torraste är januari, med 9 mm nederbörd.